# MC Lyte

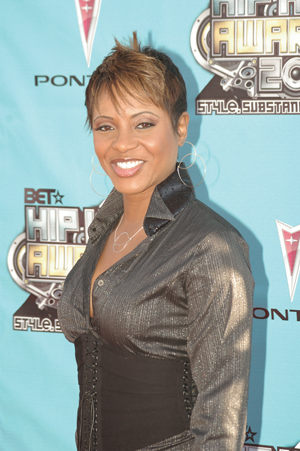
MC Lyte (2007)

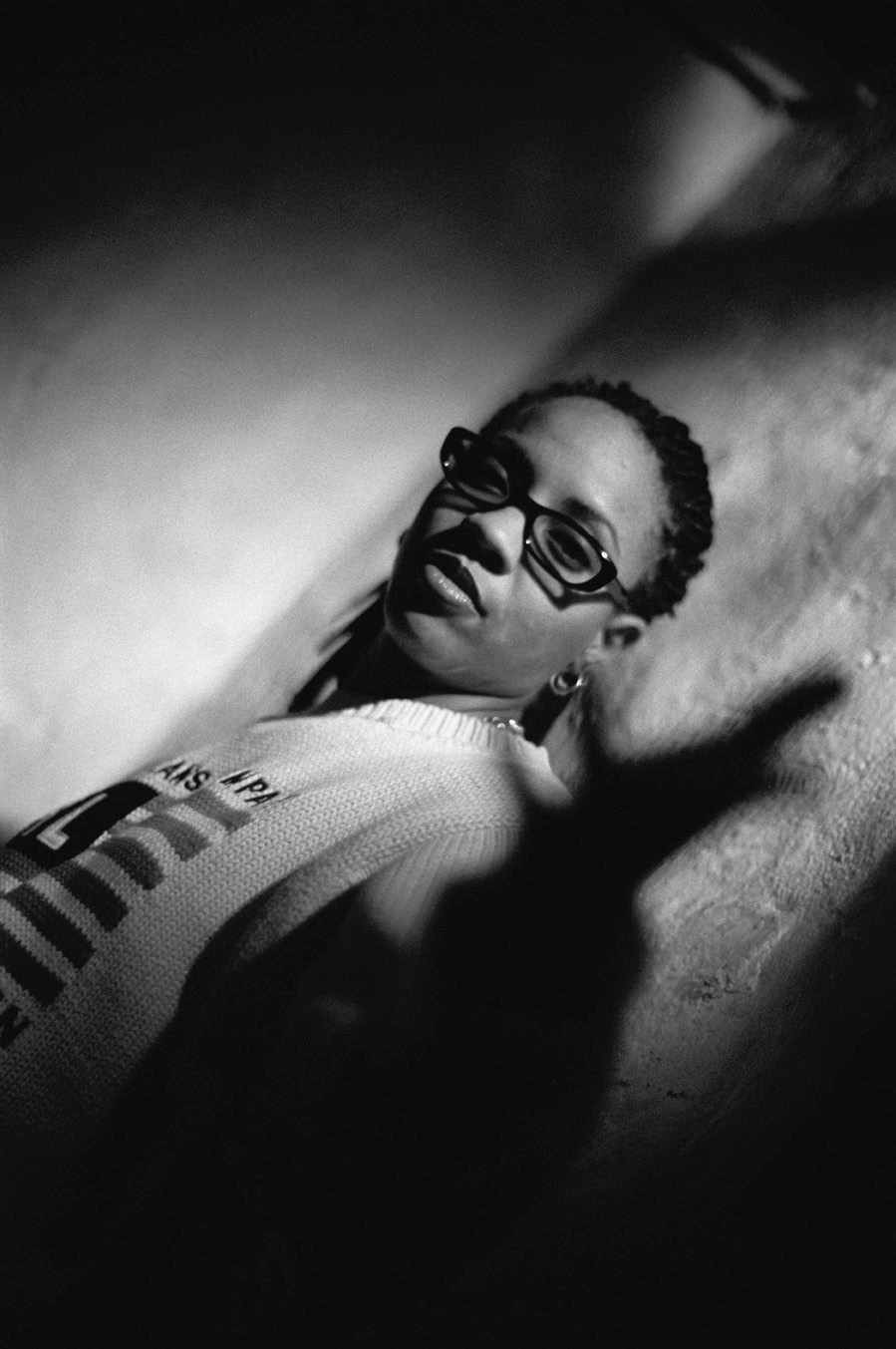
MC Lyte (1999)

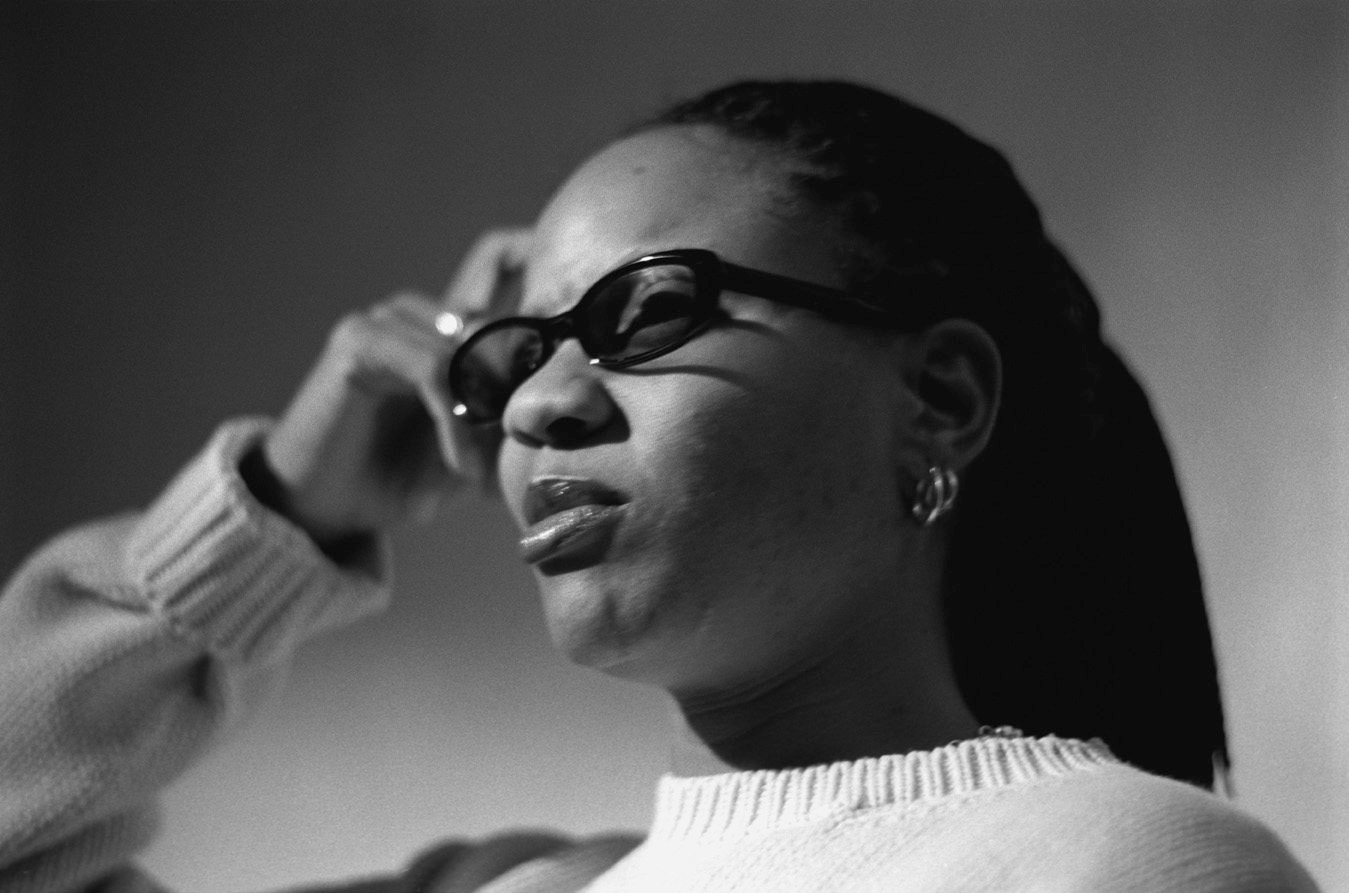
MC Lyte (1999)

MC Lyte, eigentlich Lana Michele Moorer, (* 11. Oktober 1971 in Queens, New York City, New York) ist eine US-amerikanische Rapperin und Schauspielerin.

## Leben
Mitte der 1980er Jahre, einer Zeit, in der Hip-Hop ausschließlich von Männern dominiert wurde, entdeckte Lana Moorer ihr Rap-Talent. Mit 16 Jahren nahm sie ihre erste Single I Cram to Understand U auf. Ihre Art zu rappen fand schnell Gehör. So wurde das Plattenlabel Priority Records, das Rapgrößen wie N.W.A, Master P, Ice Cube, Mack 10 und Snoop Dogg zu seinen Schützlingen zählte, auf Lyte aufmerksam.
Zusammen arbeiteten sie an dem Debütalbum Lyte as a Rock, das 1988 auf den Markt kam. Die Kombination von selbstbewussten, sozialkritischen Texten und ihrem außergewöhnlichen Talent verschaffte der New Yorkerin auch Anerkennung bei ihren männlichen Kollegen.
Nur ein Jahr nach dem Debüt folgte ihr zweites Studioalbum Eyes on This. Mit dem enthaltenen Track Cha Cha Cha gelang der Einstieg in die US-R&B-Charts. Den endgültigen Durchbruch schaffte sie 1993 mit dem Lied Ruffneck, ihrer Antwort auf Apaches Provokationssong Gangsta Bitch. Das Lied stieg in die Top 10 der R&B-Charts und wurde mit Gold ausgezeichnet.
Die erfolgreichsten Veröffentlichung MC Lytes sind die 1996er Singles Keep On, Keepin’ On und Cold Rock a Party, beide Kollaborationen mit der Band Xscape. Beide Lieder stiegen in die Top 5 der R&B-Hitliste, erreichten aber auch nennenswerte Chartplätze der Billboard Hot 100 sowie in Deutschland, der Schweiz und Großbritannien.
Parallel zum Musikgeschäft spielte Lyte in diversen Filmen und Serien mit, u. a. spielte sie „Ky“, einen Plattenlabel-Boss, in der Sitcom Half & Half.

## Stil
Die Musikrichtung der ersten beiden Alben ist unmissverständlich Hardcore-Rap. Lockere Sprüche und derbe Reime waren ihr Markenzeichen. 1991 änderte sich ihr Stil in R&B. Warum sie sich dazu entschied, wurde nie öffentlich kommuniziert. Einige vermuten, dass ihre Plattenfirma zu der Typänderung riet, um die Verkaufszahlen zu steigern. Die Sozialkritik blieb aber auch weiterhin ein fester Bestandteil Lytes Musik.

## Diskografie

### Studioalben
| Jahr | Titel                     | Höchstplatzierung, Gesamtwochen, AuszeichnungChartplatzierungen (Jahr, Titel, Platzierungen, Wochen, Auszeichnungen, Anmerkungen) | Höchstplatzierung, Gesamtwochen, AuszeichnungChartplatzierungen (Jahr, Titel, Platzierungen, Wochen, Auszeichnungen, Anmerkungen) | Höchstplatzierung, Gesamtwochen, AuszeichnungChartplatzierungen (Jahr, Titel, Platzierungen, Wochen, Auszeichnungen, Anmerkungen) | Anmerkungen                                                                |
| Jahr | Titel                     | DE | US | R&B | Anmerkungen                                                                |
| ---- | ------------------------- | --- | --- | --- | -------------------------------------------------------------------------- |
| 1988 | Lyte as a Rock            | — | — | R&B50 (16 Wo.)R&B | Erstveröffentlichung: 19. April 1988                                       |
| 1989 | Eyes on This              | — | US86 (20 Wo.)US | R&B6 (30 Wo.)R&B | Erstveröffentlichung: 3. Oktober 1989                                      |
| 1991 | Act Like You Know         | — | US102 (16 Wo.)US | R&B14 (33 Wo.)R&B | Erstveröffentlichung: 17. September 1991                                   |
| 1993 | Ain’t No Other            | — | US90 (16 Wo.)US | R&B16 (25 Wo.)R&B | Erstveröffentlichung: 22. Juni 1993                                        |
| 1996 | Bad as I Wanna B          | DE95 (1 Wo.)DE | US59 (6 Wo.)US | R&B11 (25 Wo.)R&B | Erstveröffentlichung: 27. August 1996                                      |
| 1998 | Seven & Seven             | DE87 (2 Wo.)DE | — | R&B71 (1 Wo.)R&B | Erstveröffentlichung: 18. August 1998                                      |
| 2003 | Da Undaground Heat Vol. 1 | — | — | R&B95 (1 Wo.)R&B | Erstveröffentlichung: 18. März 2003 MC Lyte Is Lytro; Hosted by Jamie Foxx |
| 2015 | Legend                    | — | — | — | Erstveröffentlichung: 18. April 2015                                       |

### Kompilationen
- 2001: The Very Best of MC Lyte
- 2003: Shit I Never Dropped
- 2005: Rhyme Masters
- 2019: Cold Rock a Party – Best of MC Lyte

### Singles
| Jahr | Titel Album                                                  | Höchstplatzierung, Gesamtwochen, AuszeichnungChartplatzierungen (Jahr, Titel, Album, Platzierungen, Wochen, Auszeichnungen, Anmerkungen) | Höchstplatzierung, Gesamtwochen, AuszeichnungChartplatzierungen (Jahr, Titel, Album, Platzierungen, Wochen, Auszeichnungen, Anmerkungen) | Höchstplatzierung, Gesamtwochen, AuszeichnungChartplatzierungen (Jahr, Titel, Album, Platzierungen, Wochen, Auszeichnungen, Anmerkungen) | Höchstplatzierung, Gesamtwochen, AuszeichnungChartplatzierungen (Jahr, Titel, Album, Platzierungen, Wochen, Auszeichnungen, Anmerkungen) | Höchstplatzierung, Gesamtwochen, AuszeichnungChartplatzierungen (Jahr, Titel, Album, Platzierungen, Wochen, Auszeichnungen, Anmerkungen) | Anmerkungen                                                                     |
| Jahr | Titel Album                                                  | DE | CH | UK | US | R&B | Anmerkungen                                                                     |
| ---- | ------------------------------------------------------------ | --- | --- | --- | --- | --- | ------------------------------------------------------------------------------- |
| 1989 | Cha Cha Cha Eyes on This                                     | — | — | — | — | R&B65 (10 Wo.)R&B | Erstveröffentlichung: 8. September 1989                                         |
| 1991 | When in Love Act Like You Know                               | — | — | — | — | R&B14 (13 Wo.)R&B | Erstveröffentlichung: 22. August 1991                                           |
| 1991 | Poor Georgie Act Like You Know                               | — | — | — | US83 (5 Wo.)US | R&B11 (19 Wo.)R&B | Erstveröffentlichung: 12. Dezember 1991                                         |
| 1992 | Eyes Are the Soul Act Like You Know                          | — | — | — | — | R&B84 (4 Wo.)R&B | Erstveröffentlichung: 9. April 1992                                             |
| 1993 | Ruffneck Ain’t No Other                                      | — | — | UK67 (1 Wo.)UK | US35 Gold · (20 Wo.)US | R&B10 (21 Wo.)R&B | Erstveröffentlichung: 27. Mai 1993                                              |
| 1993 | I Go On Ain’t No Other                                       | — | — | — | — | R&B68 (11 Wo.)R&B | Erstveröffentlichung: 4. November 1993                                          |
| 1996 | Can’t Hang Off the Hook                                      | — | — | — | US50 (16 Wo.)US | R&B16 (16 Wo.)R&B | Erstveröffentlichung: 1. Februar 1996 Xscape feat. MC Lyte                      |
| 1996 | Keep On, Keepin’ On Bad As I Wanna B                         | DE32 (16 Wo.)DE | CH41 (3 Wo.)CH | UK27 (4 Wo.)UK | US10 Gold · (20 Wo.)US | R&B3 (24 Wo.)R&B | Erstveröffentlichung: 13. März 1996                                             |
| 1996 | Everyday Bad As I Wanna B                                    | — | — | UK81 (2 Wo.)UK | — | R&B44 (10 Wo.)R&B | Erstveröffentlichung: September 1996                                            |
| 1996 | Cold Rock a Party Bad As I Wanna B                           | DE15 (15 Wo.)DE | CH22 (18 Wo.)CH | UK15 (4 Wo.)UK | US11 Gold · (20 Wo.)US | R&B5 (22 Wo.)R&B | Erstveröffentlichung: 12. November 1996                                         |
| 1997 | Come On Paradise                                             | — | — | — | US44 (19 Wo.)US | R&B19 (20 Wo.)R&B | Erstveröffentlichung: 25. März 1997 Billy Lawrence feat. MC Lyte                |
| 1997 | I’m Leavin U (Gotta Go, Gotta Go) Fresh Outta ’P’ University | DE59 (9 Wo.)DE | — | UK78 (1 Wo.)UK | — | — | Erstveröffentlichung: 1997 Bootsy Collins feat. MC Lyte                         |
| 1998 | Curious Levert.Sweat.Gill                                    | — | — | — | — | R&B28 (12 Wo.)R&B | Erstveröffentlichung: Januar 1998 LSG feat. Busta Rhymes, LL Cool J und MC Lyte |
| 1998 | I Can’t Make a Mistake Seven & Seven                         | — | — | UK46 (2 Wo.)UK | — | — | Erstveröffentlichung: 1998                                                      |
| 1998 | It’s All Yours Seven & Seven                                 | — | — | UK36 (4 Wo.)UK | — | — | Erstveröffentlichung: 1998 feat. Gina Thompson                                  |
| 2000 | Jammin’ Chant Down Babylon                                   | — | — | UK42 (2 Wo.)UK | — | — | Erstveröffentlichung: März 2000 Bob Marley feat. MC Lyte                        |
| 2003 | Fighting Temptation The Fighting Temptations (Soundtrack)    | DE24 (7 Wo.)DE | CH42 (6 Wo.)CH | — | — | — | Erstveröffentlichung: 18. August 2003 Beyoncé, Missy Elliott, Free und MC Lyte  |
| 2004 | Girlfriend’s Story –                                         | — | — | UK38 (3 Wo.)UK | — | — | Erstveröffentlichung: April 2004 Gemma Fox feat. MC Lyte                        |

Weitere Singles
- 1987: I Cram to Understand U (Sam)
- 1988: 10% Dis
- 1988: I Want Your (Hands on Me) (Sinéad O’Connor mit MC Lyte)
- 1988: Paper Thin
- 1989: Stop, Look, Listen (mit DJ K Rock)
- 1989: I’m Not Havin’ It (mit Positive K)
- 1989: Cappuccino
- 1991: All That
- 1991: Act Like You Know
- 1992: Ice Cream Dream
- 1996: Lyte of a Decade
- 1996: T. R. G. (The Rap Game)
- 1997: Have U Ever (Sharam Jey Mix)
- 1998: Woo Woo (Freak Out)
- 1998: Party Going On
- 1998: Propa
- 2000: Time for a Change (Rapsody feat. MC Lyte, Danacee und Khaled)
- 2002: Ride wit Me / God Said Lyte (MC Lyte Is Lytro)

## Filmografie (Auswahl)
- 1998: For Your Love (Fernsehserie, vier Auftritte)
- 1998: Fahr zur Hölle Hollywood (An Alan Smithee Film: Burn Hollywood Burn)
- 1999: A Luv Tale
- 2000: Train Ride
- 2002: Civil Brand
- 2002: Half & Half (Fernsehserie, 14 Auftritte)
- 2003: Playas Ball
- 2011: American Revolutionaries: DMC
- 2018: S.W.A.T. (Fernsehserie Staffel 1 Folge 20)
- 2019: Queen of the South (Fernsehserie)
- 2020: Bad Hair